# Givroulle
Givroulle est un village de l'Ardenne belge, dans la province de Luxembourg, en Belgique. Administrativement il fait partie de commune de Bertogne (Région wallonne). Avant la fusion des communes, il faisait partie de la commune de Flamierge. Le village se trouve dans la partie méridionale du parc naturel des Deux Ourthes.

## Situation
Cette localité ardennaise se trouve dans une vallée arrosée par le ruisseau de Givroulle, un affluent de l'Ourthe occidentale. D'autres petits ruisseaux rejoignent le ruisseau de Givroulle dans le village. L'église se trouve à l'altitude 380 m.
Givroulle est traversé d'est en ouest par la route nationale 826 Houffalize-Libramont entre les hameaux de Gives et de Salle.

## Patrimoine
- Située au centre du hameau sur la rive droite du ruisseau de Givroulle, l'église Saint-Hubert fut construite en 1902-1903 dans un style néo-classique. Cet imposant édifice en moellons de grès est composé de trois nefs, compte plus d'une trentaine de vitraux et renferme un remarquable bénitier en marbre rouge reposant sur un piédestal en marbre noir. Il provient de l’ancien oratoire du couvent des Trinitaires de Bastogne[1].
- Au nord-ouest de l'église, se trouve une petite chapelle dédiée à Notre-Dame de Lourdes et édifiée dans le courant du XIXe siècle. Sur le pignon blanchi, on peut lire : "ND de LOURDES, Priez pour nous"[2].

## Activités
Givroulle possède plusieurs gîtes ruraux.